# 岡田忠軒
岡田 忠軒（おかだ ちゅうけん、1917年 - 1997年3月）は、日本の英文学者、茨城大学名誉教授。
埼玉県出身。1942年、東京帝国大学英文科卒。茨城大学助教授、教授。1981年定年退官、名誉教授、城西大学女子短期大学部教授。1990年、茨城女子短期大学教授。1992年秋、勲三等旭日中綬章受勲。

## 著書
- 『高校入試英語の完成8週間』山海堂、1953. 高校入試8週間シリーズ
- 『中学英語の完成』山海堂、1954 総まとめ8週間シリーズ
- 『構造中心の英文法』開文社、1966
- 『ユーモア英作文』編著　南雲堂、1972
- 『ポケット英語の諺早わかり』南雲堂、英語文庫　1979
- 『『嵐が丘』の世界を求めて ブロンテ姉妹研究』桐原書店、1980
- 『ポケット秘訣英語読書術』南雲堂、英語文庫　1980
- 『ポケット英語の諺和英辞典』南雲堂英語文庫 1981
- 『新聞雑誌が読める英単語辞典』南雲堂新書　1982
- 『英語の広告読み方辞典』南雲堂新書 1983
- 『入門やさしいシェイクスピア』南雲堂、1985
- 『ブックレット英文学史』南雲堂, 1985
- 『純愛の詩人クリスチナ・ロセッティ 詩と評伝』南雲堂、1991

## 翻訳
- ルーイス・キャロル『鏡の国のアリス』1959 角川文庫
- エミリー・ブロンテ『嵐が丘』1970 潮文庫
- 『フランクリン自伝』1973 潮文庫

## 参考
- 「純愛の詩人クリスチナ・ロセッティ」著者紹介